# 岡田ゆり子
岡田 ゆり子（おかだ ゆりこ、1995年5月20日 - ）は、日本のファッションモデル。東京都出身。

## 略歴
2013年11月からファッション誌「JELLY」の読者モデルとして活動を開始。
格闘技好きで2014年8月から初代K-1ガールズとして活動。
2015年8月に行われた「K-1チャレンジ全日本大会」では芸能人K-1部から選手として出場し、2-0の判定勝ちを収めている。
2017年2月17日にAmazonプライム・ビデオにて配信がスタートした「バチェラー・ジャパン」に参加。
2019年10月から千葉テレビの朝の情報番組「シャキット」のMCアシスタントを務める。

## 出演

### 雑誌
- JELLY（2013年11月 - 、ぶんか社）- 読者モデル

### TV
- 騎士竜戦隊リュウソウジャー 第13話（2016年6月9日、テレビ朝日）[6]
- 韓国ウェルネス観光 ～ソウル美 Beauty Trip～（2019年7月4日、千葉テレビ）[7]
- シャキット！「つくばちびっ子博士2019」（2019年7月、千葉テレビ）リポーター
- シャキット！（2019年10月 - 、千葉テレビ）木・金曜日 MCアシスタント[8]

### インターネットTV
- てめぇら、やれんのかっ！？（2016年1月 - 12月、WALLOP）アシスタントMC[9]
- バチェラー・ジャパン（2017年2月、Amazonプライム・ビデオ）[10][11][12][13][14]

### 広告
- Xperia X Performance 「高速カメラ篇」（2016年6月、ソニーモバイルコミュニケーションズ）[15]

### WEB
- prostyle「泡STYLEBOOK in TOKYO #1 EBISU」（2017年10月、クラシエ）[16]

### RADIO
- サタデードラマハウス「美女子劇場」淑女の企み（2017年3月、JFN）[17]

### イベント
- YATSUI FESTIVAL! 2017（2017年6月17日）[18]

### 格闘技
- K-1 GIRLS（2014年8月 - 2015年11月）[19][20]

- 第1回 K-1チャレンジ 全日本大会（2015年8月15日、後楽園ホール）[21][22]

### MV
- Angelo「SCARE」（2014年10月8日）[23]

- Angelo ショートフィルム「THE SCARE LURKS INSIDE」（2014年10月4日）[23]